# Kamień Bitwy Narodów w Gdańsku
Kamień Bitwy Narodów – kamień odsłonięty 18 października 1863 w Gdańsku przy obecnej ul. Jaśkowa Dolina, na pamiątkę 50. rocznicy bitwy pod Lipskiem („bitwy narodów”).

## Historia

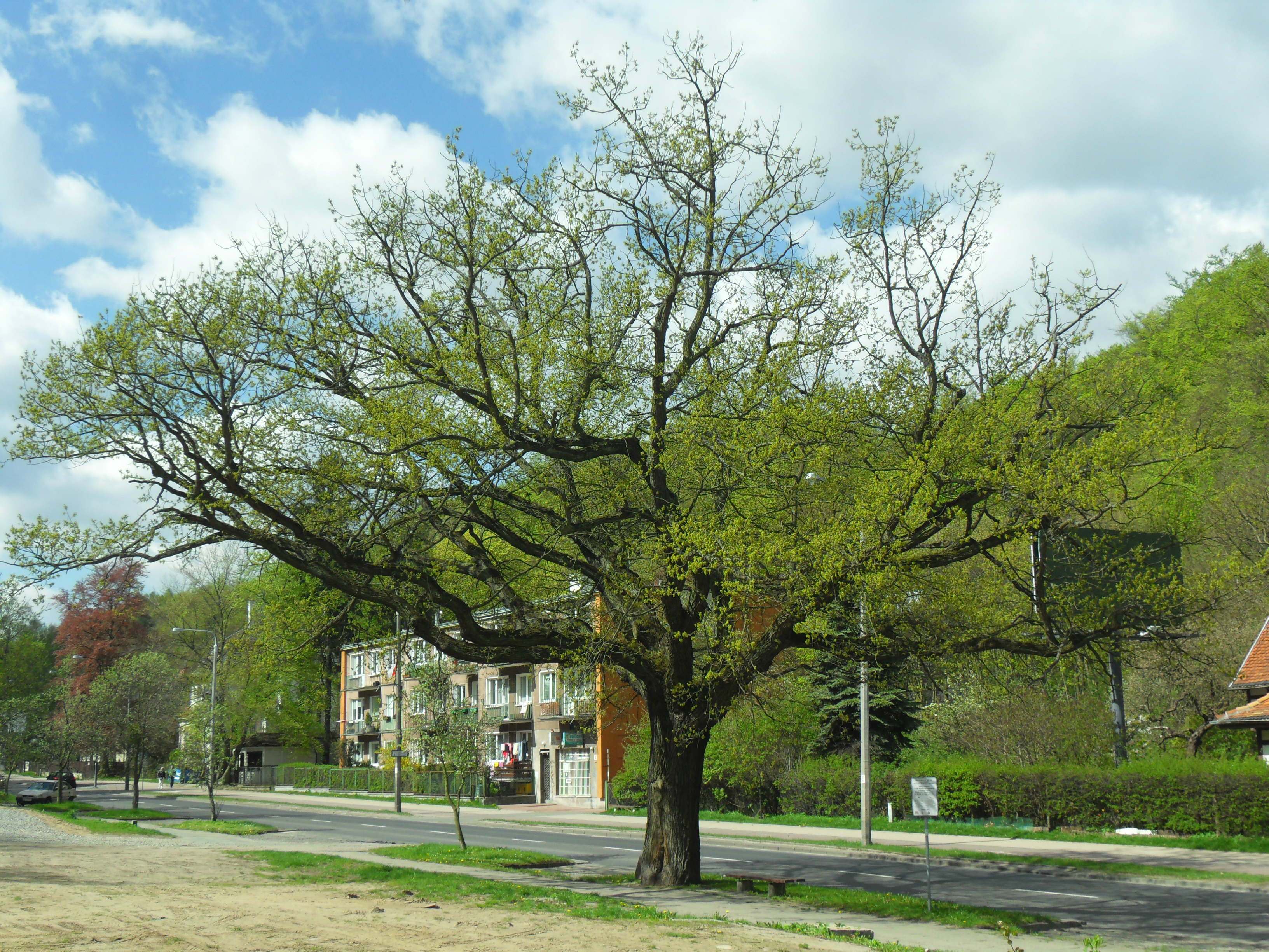
Dąb przy kamieniu

W 1863 roku w wielu niemieckich miastach uczczono rocznicę pokonania wojsk Napoleona Bonaparte w bitwie pod Lipskiem w 1813 roku (była to jego największa bitwa ze wszystkich kampaniach i najdotkliwsza porażka Francuzów), wznosząc mauzolea, pomniki i obeliski (np. w Kelheim, Irxleben). Położono też kamień węgielny pod Pomnik Bitwy Narodów w samym Lipsku, lecz ten największy z pomników został odsłonięty dopiero w stulecie bitwy.
18 lub 19 października 1863 uczniowie gdańskiego Gimnazjum Akademickiego uroczyście posadzili na Jaśkowej Łące (Jäschken Wiese), przez którą przebiega Jaśkowa Dolina (Jäschkenthal) dąb bezszypułkowy i odsłonili nieduży kamień z napisem: „Zasadzono 18 października 1863” (Gepflanzt am 18 Octbr. 1863). Łąka i jej otoczenie były miejscem, gdzie ludność spędzała wolny czas, stąd funkcjonowała nazwa "Łąka Festynowa". Zarówno dąb, obecnie wielki i rozłożysty, jak i kamień zachowały się do dziś, jednak ich otoczenie jest zaniedbane.